# Atlandes
Atlandes est un concessionnaire français d'autoroute, consortium qui a pour mandataire Colas Sud-Ouest et est composé de deux filiales Colas (Colas Sud-Ouest et SCREG Sud-Ouest), Spie Batignolles, NGE, Egis Projects, HSBC European Motorway Investments 1 et DIF Infrastructure II.
En 2011, il a été chargé par décret public de construire et d'exploiter l'autoroute A63 entre Salles et Saint-Geours-de-Maremne.
La concession est valable pour une durée de quarante ans.
À charge pour le concessionnaire de l'aménager en autoroute à deux fois trois voies, sur deux sections de 15 km dans un premier temps, au droit des communes de Labouheyre et de Castets puis intégralement dans une seconde phase. Cette autoroute A63 payante utilise en fait dans les Landes le tracé de la route nationale gratuite (2x2 voies) RN10, qu'elle fait disparaître.
En 2016 Colas Sud-Ouest a signé avec les fonds d’investissement HICL Infrastructure Company et DIF un contrat de cession (sous conditions suspensives) de sa participation de 15,56 % au capital de la société concessionnaire d’autoroutes Atlandes : 9,33 % seront cédés au premier et 6,22% au second.
En 2017 a lieu le premier essai d'une route "photovoltaïque".
En 2018, dans le cadre de la lutte contre la somnolence, des lunettes connectées sont distribuées